# Università Medipol di Istanbul
L'Università Medipol di Istanbul (in turco: İstanbul Medipol Üniversitesi) è un'università privata a Istanbul, in Turchia.
L'università è composta da 12 facoltà, 5 istituti e 4 istituti professionali. L'Università Medipol di Istanbul ha 71 corsi di laurea in 12 facoltà. Ventiquattro di questi programmi sono tenuti in inglese. Ci sono 37.051 studenti iscritti che studiano all'università.

## Facoltà
- Facoltà di Odontoiatria
- Facoltà di Farmacia
- Facoltà di Belle Arti, Design e Architettura
- Facoltà di Educazione
- Facoltà di Legge
- Facoltà di Scienze Aziendali e Gestionali
- Facoltà di Lettere e Scienze Sociali
- Facoltà di Ingegneria e Scienze Naturali
- Facoltà di Comunicazione
- Facoltà di Scienze della Salute
- Facoltà di Medicina
- Facoltà Internazionale di Medicina